# Freneuse (Yvelines)
Freneuse és un municipi francès, situat al departament d'Yvelines i a la regió de Illa de França. L'any 2007 tenia 3.823 habitants.
Forma part del cantó de Bonnières-sur-Seine, del districte de Mantes-la-Jolie i de la Comunitat de comunes Les Portes de l'Île-de-France.

## Demografia

### Població
El 2007 la població de fet de Freneuse era de 3.823 persones. Hi havia 1.359 famílies, de les quals 269 eren unipersonals (74 homes vivint sols i 195 dones vivint soles), 417 parelles sense fills, 533 parelles amb fills i 140 famílies monoparentals amb fills.
La població ha evolucionat segons el següent gràfic:
Habitants censats

### Habitatges
El 2007 hi havia 1.484 habitatges, 1.391 eren l'habitatge principal de la família, 63 eren segones residències i 31 estaven desocupats. 1.101 eren cases i 325 eren apartaments. Dels 1.391 habitatges principals, 1.013 estaven ocupats pels seus propietaris, 360 estaven llogats i ocupats pels llogaters i 18 estaven cedits a títol gratuït; 6 tenien una cambra, 31 en tenien dues, 263 en tenien tres, 520 en tenien quatre i 571 en tenien cinc o més. 899 habitatges disposaven pel capbaix d'una plaça de pàrquing. A 610 habitatges hi havia un automòbil i a 648 n'hi havia dos o més.

### Piràmide de població
La piràmide de població per edats i sexe el 2009 era:
| Homes | Edats   | Dones |
| ----- | ------- | ----- |
| 0     | 95 o +  | 4     |
| 0     | 90 a 94 | 4     |
| 12    | 85 a 89 | 20    |
| 32    | 80 a 84 | 20    |
| 20    | 75 a 79 | 44    |
| 40    | 70 a 74 | 52    |
| 84    | 65 a 69 | 84    |
| 104   | 60 a 64 | 84    |
| 72    | 55 a 59 | 92    |
| 160   | 50 a 54 | 136   |
| 180   | 45 a 49 | 176   |
| 104   | 40 a 44 | 164   |
| 132   | 35 a 39 | 128   |
| 92    | 30 a 34 | 120   |
| 112   | 25 a 29 | 92    |
| 128   | 20 a 24 | 104   |
| 184   | 15 a 19 | 156   |
| 120   | 10 a 14 | 136   |
| 164   | 5 a 9   | 132   |
| 88    | 0 a 4   | 52    |

## Economia
El 2007 la població en edat de treballar era de 2.403 persones, 1.732 eren actives i 671 eren inactives. De les 1.732 persones actives 1.569 estaven ocupades (818 homes i 751 dones) i 164 estaven aturades (83 homes i 81 dones). De les 671 persones inactives 226 estaven jubilades, 196 estaven estudiant i 249 estaven classificades com a «altres inactius».

### Ingressos
El 2009 a Freneuse hi havia 1.423 unitats fiscals que integraven 3.945 persones, la mediana anual d'ingressos fiscals per persona era de 19.639 €.

### Activitats econòmiques
Dels 134 establiments que hi havia el 2007, 4 eren d'empreses extractives, 2 d'empreses alimentàries, 10 d'empreses de fabricació d'altres productes industrials, 23 d'empreses de construcció, 33 d'empreses de comerç i reparació d'automòbils, 3 d'empreses de transport, 4 d'empreses d'hostatgeria i restauració, 2 d'empreses d'informació i comunicació, 2 d'empreses financeres, 14 d'empreses immobiliàries, 22 d'empreses de serveis, 5 d'entitats de l'administració pública i 10 d'empreses classificades com a «altres activitats de serveis».
Dels 43 establiments de servei als particulars que hi havia el 2009, 1 era una oficina de correu, 8 tallers de reparació d'automòbils i de material agrícola, 2 tallers d'inspecció tècnica de vehicles, 1 paleta, 2 guixaires pintors, 5 fusteries, 4 lampisteries, 3 electricistes, 3 empreses de construcció, 4 perruqueries, 1 veterinari, 3 restaurants, 3 agències immobiliàries, 2 tintoreries i 1 saló de bellesa.
Dels 10 establiments comercials que hi havia el 2009, 2 eren supermercats, 2 grans superfícies de material de bricolatge, 2 fleques, 1 una fleca, 1 una botiga de congelats, 1 una botiga de mobles i 1 una perfumeria.
L'any 2000 a Freneuse hi havia 9 explotacions agrícoles que ocupaven un total de 450 hectàrees.

## Equipaments sanitaris i escolars
L'únic equipament sanitari que hi havia el 2009 era una farmàcia.
El 2009 hi havia 2 escoles maternals i 2 escoles elementals.

## Poblacions més properes
El següent diagrama mostra les poblacions més properes.